# Makuzu Kozan
Pour les articles homonymes, voir Kozan.
Miyagawa (Makuzu) Kozan (15 février 1842 - 20 mai 1916), nommé artiste de la maison impériale du Japon, est l'un des plus grands céramistes de l'ère Meiji. Il est issu d'une longue lignée de potiers basée à Kyoto et a repris l'entreprise familiale en 1860, à l'âge de dix-neuf ans. En 1870, il ouvre un atelier à Yokohama et semble être arrivé à l'apogée de sa plénitude artistique dans les années 1880. Les pièces signées « Makuzu Koza » que l'on trouve encore semblent avoir été faites jusque dans les premières décennies du XXe siècle.

## Source e la traduction
- (en) Cet article est partiellement ou en totalité issu de l’article de Wikipédia en anglais intitulé « Makuzu Kozan » (voir la liste des auteurs).